# Ryssbergets naturreservat
Ryssbergets naturreservat är beläget på Ryssbergets sydöstra del, nära Sölvesborg, i Sölvesborgs kommun.
Reservatet är skyddat sedan 2004 och omfattar 126 hektar. I Reservatet finns strandvallar och ädellövskog dominerad av bok.